# ネヴァーストア
ネヴァーストア（Neverstore）は、スウェーデンのストックホルム北部にあるショブデにて結成されたポップ・パンクバンドである。
2007年にEpic Recordsから、正式メジャーデビューを飾る。その後も、地元スウェーデンで高い支持を得て人気を拡大。「MTV Europe Music Awards」において、2007年・2008年と2年連続で「ベスト・スウェーディッシュ・アクト」に選ばれている。

## メンバー
ジェイコブ・ワイデン/Jacob Widén
- ヴォーカル・ギター担当。
- 生年月日　1983年12月1日（41歳）
- 出身地　ハルムスタッド、スウェーデン

オスカー・ケンペ/Oscar Kempe
- ベース担当。
- 生年月日　1984年9月9日（40歳）
- 出身地　シェブデ、スウェーデン

エリック・ランツ/Erik Lantz
- ドラム担当。
- 生年月日　1986年5月23日（38歳）
- 出身地　セーデルハムン、スウェーデン
- 結成当初は別のメンバーがいたが、2004年初期に脱退。そして1年ほどドラムがいない状態が続いた後、2005年にエリックが加入した[2]。

## 略歴
2000年に、まだ彼らが高校生だった頃にバンドを結成。2007年にはデビューアルバム『セヴンハンドレッド・サンデーズ』をリリース。また、その後グッド・シャーロットのスウェーデン公演にて、オープニングアクトを務める。他には、ビリー・タレント、マイ・ケミカル・ロマンスらとの共演も果たしており、着実に人気を獲得していく。
2008年にはSUM 41の日本公演のオープニングアクトに抜擢され、初来日を果たす。その後、セカンドアルバム『ヒーローズ・ウォンテッド』をリリース。
2009年にはサードアルバム『エイジ・オブ・ヒステリア』をリリース。このアルバムに収録されている「サマー」という楽曲は、プロデュースを担当したSUM 41のデリック・ウィブリーと共にロサンゼルスで制作された。
2010年の秋、約1年の活動休止をする。その後、インターネットもテレビもない、携帯電話もつながらない森の奥深くにある小屋に機材と食料とビールだけを持ち込んで4作目のアルバムを制作し、2012年にレコーディングを行った。同年、公式フットボールEM曲Vi Mot Världenも発表している。
2013年には4thアルバムであり、自身のセルフ・タイトル・アルバムでもある『Neverstore』をリリース。
2015年にはユーロヴィジョンソングコンテストの国内予選であるメロディーフェスティバーレン 2015に参加した。2015年2月14日、マルメで行われたセカンドセミファイナルで「If I Was God For One Day」を演奏した。

## ディスコグラフィー

### アルバム
| 枚  | 発売日                        | タイトル             | レーベル                        |
| --- | ----------------------------- | -------------------- | ------------------------------- |
| 1st | 2007年1月24日                 | Sevenhundred Sundays | Epic Records ソニーミュージック |
| 2nd | 2008年2月27日                 | Heroes Wanted        | Epic Records ソニーミュージック |
| 3rd | 2009年7月29日（日本先行発売） | Age of Hysteria      | Epic Records ソニーミュージック |
| 3rd | 2010年1月27日                 | Age of Hysteria      | Epic Records ソニーミュージック |
| 4th | 2013年8月7日                  | Neverstore           | Epic Records GO WITH ME         |

### シングル
| 発表 | タイトル                 | 収録アルバム             |
| ---- | ------------------------ | ------------------------ |
| 2007 | So Much Of Not Enough    | Sevenhundred Sundays     |
| 2007 | Stay Forever             | Sevenhundred Sundays     |
| 2007 | Racer                    | Sevenhundred Sundays     |
| 2007 | L.Y.D.                   | Sevenhundred Sundays     |
| 2008 | Rejected All Along       | Heroes Wanted            |
| 2008 | Waiting                  | Heroes Wanted            |
| 2008 | Count Me Out             | Heroes Wanted            |
| 2009 | Shallow Beautiful People | Age of Hysteria          |
| 2009 | Summer                   | Age of Hysteria          |
| 2010 | Age of Hysteria          | Age of Hysteria          |
| 2012 | Vi Mot Världen           | Vi Mot Världen           |
| 2012 | For The Rest Of My Life  | Neverstore               |
| 2013 | Do You Miss Me?          | Neverstore               |
| 2014 | The Greatest Gift        | The Greatest Gift        |
| 2015 | If I Was God For One Day | If I Was God For One Day |

### EP
- Live in Stockholm (2007年発売のライブミニアルバム)
- Waiting (2008年発売。3曲収録)

### 配信限定
- It's X-mas Time Again (2009年)

### 参加曲
- Coming Home (2013年) Futurecop!